# Macrogynoplax matogrossensis
Macrogynoplax matogrossensis és una espècie d'insecte plecòpter pertanyent a la família dels pèrlids que es troba a Sud-amèrica: el Brasil.